# Mimocastnia egeria
Mimocastnia egeria är en fjärilsart som beskrevs av Biedermann 1936. Mimocastnia egeria ingår i släktet Mimocastnia och familjen Riodinidae. Inga underarter finns listade i Catalogue of Life.